# Freight Rover

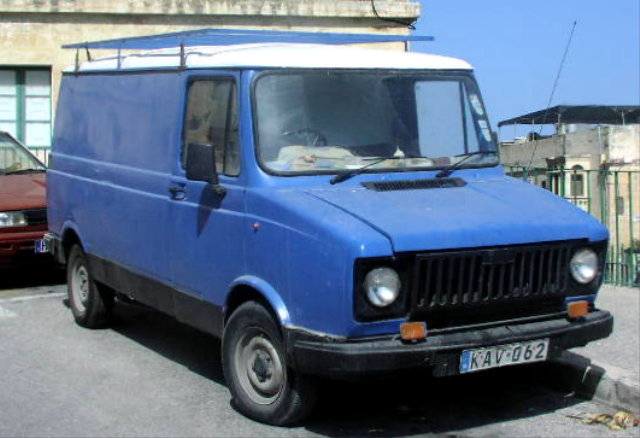
Freight Rover 250D

Freight Rover was een Britse bedrijfsautofabrikant uit Birmingham.

## Geschiedenis
De onderneming werd in 1981 opgericht als eigen merk van de Austin Rover Group voor kleine vrachtwagens. De keuze voor deze naam was gelijk aan Land Rover en Range Rover. De achtergrond was de ondergang en re-privatisering van de genationaliseerde BLMC door de nieuwe Britse regering onder leiding van Margaret Thatcher. De Leyland-vrachtauto's en autobussen werden ondergebracht bij de Leyland Trucks Division. In 1987 werd de bussendivisie afgesplitst en in 1988 aan Volvo verkocht.
De Rover Group richtte gezamenlijk met DAF Leyland DAF op en bracht Leyland Trucks en Freight Rover onder in het bedrijf. DAF kreeg 60 procent en de Rover Group 40 procent van de aandelen van Leyland DAF. Vanaf dat moment werden de bestelwagens als DAF 200/400 verkocht.

## Modellen
- Freight Rover Sherpa (1982 - 1984), voorganger: Leyland Sherpa/Morris Sherpa (1974 - 1982)
- Freight Rover 200 Series (1984 - 1989)
- Freight Rover 300 Series (1984 - 1989)